# Моисеевка (Смоленская область)
Моисеевка — упразднённая деревня в Хиславичском районе Смоленской области России. Входит в состав Печерского сельского поселения. По состоянию на 2007 год постоянного населения не имеет. 
Расположена в юго-западной части области в 18 км к юго-востоку от Хиславичей, в 25 км западнее автодороги А141 Орёл — Витебск, на берегу реки Гориста. В 25 км восточнее деревни расположена железнодорожная станция Крапивенская на линии Смоленск — Рославль. 

## История
Деревня впервые указана на карте Шуберта 1826-1840 гг как Мосеевка.
Принадлежала Пирянской волости Мстиславльского уезда Могилевской губернии.
В 1919г деревня Моисеевка, вместе с другими населенными пунктами Мстиславского уезда, была передана из Могилевской в Смоленскую губернию.
В годы Великой Отечественной войны деревня была оккупирована гитлеровскими войсками в июле 1941 года, освобождена в сентябре 1943 года.
8 июля 2010 года постановлением Смоленской областной Думы № 393 «Об упразднении отдельных территориальных единиц Смоленской области» Моисеевка, как населенный пункт, была упразднена.